# Página/12
Página/12 é um jornal editado na cidade de Buenos Aires, Argentina, fundado o 26 de maio de 1987 pelos jornalistas Jorge Lanata, Osvaldo Soriano e Horacio Verbitsky, entre outros. É o terceiro jornal de maior circulação da Argentina. Atualmente possui uma tirada de 51.000 exemplares por dia.

## História
Com um desenho austero, uma tiragem diária inicial de 10.000 exemplares e um tamanho de 16 páginas que rapidamente iriam crescendo até chegar ao dobro numas poucas semanas, marcou desde o começo sua diferença com o resto da imprensa por sua orientação manifestamente de esquerda e seu formato, de notas extensamente desenvolvidas (ocupando a cada uma mais de uma página em média) e ricas em análises; inspirado no francês Liberation , o estilo contrastava marcadamente com os diários convencionais, nos quais se privilegiava a variedade da informação sobre o desenvolvimento das mesmas.
Instaurou um estilo que outros meios imitariam quanto a promoção da leitura: Muitas de suas edições dominicais da década do 90, incluíram um livro de presente. Deste modo, fez-se cargo de difundir um enorme acervo de literatura universal ao mesmo tempo que textos de autores como Haroldo Conti ou Rodolfo Walsh quem, ao igual que suas obras, tinham resultado vítimas da ditadura militar.

## Seções
Na atualidade tem as seções:
- O País
- Economia
- Sociedade
- O Mundo
- Espetáculos
- Psicologia
- Deportes
- Universidade
- Plástica
- Contratapa

## Suplementos
- Radar (cultural, sai os domingos)
  - Radar Livros (incluso no anterior)
- Cash (econômico, sai com "Radar")
- Turismo (sai com os anteriores)
- Libero (desportivo, publica-se as segundas-feiras)
- NO (dirigido aos jovens, sai as quintas-feiras e inclui uma historieta guionada pelo espanhol Jordi Bernet chamada "Clara de Noche")
- Sátira/12 (suplemento humorístico com mais de vinte anos de existência, sai os sábados), integram seu staff os humoristas Rudy, Pati, Wolf, Toul, Jorh, Iñaki y Daniel Paz. Os colunistas são Rudy, Víctor Wolf y Mosqueto e existem seções fixas como Free Pati Y Enrique e la culebrita (por Pati), Filatelia (Wolf e Toul) e Jorhline (Jorh).
- Futuro (científico, saí aos sábados. Deixou de publicar-se quando da morte de Leonardo Moledo, seu criador)
- Las/12 (igualdade de gênero)
- M2 (desenho e arquitetura, sai com os anteriores)
- Soy (dirigido à comunidade LGBT como também ao conjunto da sociedade,sai as sextas)

## Outros
- Rosario/12 (para a cidade de Rosario, suplemento diário)